# هاري جيرمان كاستيلو فاليجو
هاري جيرمان كاستيلو فاليجو (بالإسبانية: Harry German Castillo Vallejo)‏ (13 مايو 1974 - ) هو لاعب كرة قدم كولومبي في مركز الوسط. لعب مع ديبورتيفو باستو وسوون سامسونغ بلووينغز ونادي بوسان أي بارك ونادي سونغنام ونادي ميلوناريوس ونادي جيونجنام ‏ وBogotá F.C. ‏.

## وصلات خارجية
- هاري جيرمان كاستيلو فاليجو على موقع دوري كوريا الجنوبية (الإنجليزية)